# Limnochromis
Limnochromis es un género de peces de la familia Cichlidae en el orden de los Perciformes.

## Especies
Las especies de este género son:
- Limnochromis abeelei Poll, 1949
- Limnochromis auritus Boulenger, 1901
- Limnochromis staneri Poll, 1949